# Boschi di San Luca e Destra Reno
Boschi di San Luca e Destra Reno este o arie protejată (arie specială de conservare — SAC, sit de importanță comunitară — SCI, arie de protecție specială avifaunistică — SPA) din Italia întinsă pe o suprafață de 1.953 ha, integral pe uscat.

## Localizare
Centrul sitului Boschi di San Luca e Destra Reno este situat la coordonatele 44°28′21″N 11°17′08″E / 44.4725°N 11.2856°E.

## Înființare
Situl Boschi di San Luca e Destra Reno a fost declarat sit de importanță comunitară în iulie 2006 pentru a proteja 1 specie de plante și 54 de specii de animale. Alte tipuri de protecție:
- arie de protecție specială avifaunistică (în iulie 2006)[3]
- arie specială de conservare (în martie 2019)[2][4][5]

## Biodiversitate
Situată în ecoregiunea continentală, aria protejată conține 15 habitate naturale: Pajiști uscate seminaturale și facies de acoperire cu tufișuri pe substraturi calcaroase (Festuco-Brometalia) (* situri importante pentru orhidee), Fânețe de joasă altitudine (Alopecurus pratensis, Sanguisorba officinalis), Ape stătătoare oligotrofe până la mezotrofe, cu vegetație de Littorelletea uniflorae și/sau de Isoëto-Nanojuncetea, Galerii de Salix alba și de Populus alba, Formațiuni de Juniperus communis pe lande sau pajiști calcaroase, Lacuri eutrofice naturale cu vegetație de tip Magnopotamion sau Hydrocharition, Râuri de munte și vegetația lor lemnoasă cu Salix elaeagnos, Păduri aluvionare cu Alnus glutinosa și Fraxinus excelsior (Alno-Padion, Alnion incanae, Salicion albae), Pseudostepă cu ierburi și specii anuale de Thero-Brachypodietea, Liziere de ierburi înalte hidrofile de câmpie și de nivel montan până la alpin, Păduri de stejar alb estice, Păduri de Castanea sativa, Pajiști carstice calcaroase sau bazofile, de Alysso-Sedion albi, Râuri cu maluri nămoloase cu vegetație de Chenopodion rubri p.p. și Bidention p.p., Ape puternic oligomezotrofe cu vegetație bentonică cu Chara spp..
La baza desemnării sitului se află mai multe specii protejate:
- plante (1): Himantoglossum adriaticum
- păsări (36): pescăruș albastru (Alcedo atthis), lăstunul mare (Apus apus), acvilă de munte (Aquila chrysaetos), ciuf-de-pădure (Asio otus), șorecarul comun (Buteo buteo), caprimulg (Caprimulgus europaeus), barză albă (Ciconia ciconia), erete cenușiu (Circus pygargus), prepeliță (Coturnix coturnix), cuc (Cuculus canorus), lăstun de casă (Delichon urbicum), ciocănitoare pestriță mare (Dendrocopos major), Dryobates minor, egretă mică (Egretta garzetta), presură de grădină (Emberiza hortulana), șoim călător (Falco peregrinus), șoimul rândunelelor (Falco subbuteo), vânturel roșu (Falco tinnunculus), rândunică (Hirundo rustica), stârc pitic (Ixobrychus minutus), capîntortură (Jynx torquilla), sfrâncioc roșiatic (Lanius collurio), ciocârlie de pădure (Lullula arborea), privighetoare (Luscinia megarhynchos), gaia neagră (Milvus migrans), stârc de noapte (Nycticorax nycticorax), pietrar sur (Oenanthe oenanthe), ciuf-pitic (Otus scops), viespar (Pernis apivorus), codroșul de pădure (Phoenicurus phoenicurus), ciocănitoarea verde (Picus viridis), turturică (Streptopelia turtur), huhurez mic (Strix aluco), silvie de câmp (Sylvia communis), Tachymarptis melba, pupăză (Upupa epops)
- amfibieni (2): Salamandrina terdigitata, Triturus carnifex
- mamifere (4): lupul (Canis lupus), liliac comun (Myotis myotis), liliacul mare cu potcoavă (Rhinolophus ferrumequinum), liliacul mic cu potcoavă (Rhinolophus hipposideros)
- nevertebrate (5): Austropotamobius pallipes, croitorul mare al stejarului (Cerambyx cerdo), Euplagia quadripunctaria, rădașcă (Lucanus cervus), Vertigo angustior
- pești (6): Barbus caninus, Barbus plebejus, Cobitis bilineata, Protochondrostoma genei, Rutilus rubilio, Telestes muticellus
- reptile (1): țestoasa de baltă (Emys orbicularis)

Pe lângă speciile protejate, pe teritoriul sitului au mai fost identificate 12 specii de plante, 3 specii de amfibieni, 9 specii de mamifere, 6 specii de nevertebrate, 2 specii de pești, 3 specii de reptile.